# Uleila del Campo
Uleila del Campo és una localitat de la província d'Almeria. L'any 2005 tenia 988 habitants. La seva extensió superficial és de 39 km² i té una densitat de 25,3 hab/km². Les seves coordenades geogràfiques són 37° 11′ N, 2° 12′ O. Està situada a una altitud de 640 metres i a 55 quilòmetres de la capital de la província, Almeria.

## Demografia
| 1996  | 1998 | 1999 | 2000 | 2001 | 2002  | 2003 | 2004 | 2005 |
| ----- | ---- | ---- | ---- | ---- | ----- | ---- | ---- | ---- |
| 1.007 | 969  | 976  | 977  | 979  | 1.007 | 995  | 972  | 988  |